# Antonow An-28
Die Antonow An-28 (NATO-Codename: „Cash“) ist ein in der Sowjetunion entwickeltes Passagierflugzeug. Es entstand aus der Antonow An-14. Wesentliche Unterschiede sind die Verwendung von Propellerturbinen und die größere Kabine. Die Maschine besitzt Fähigkeiten zu Kurzstart und -landung (STOL-Eigenschaften).

## Geschichte
Von der An-14 existierte bereits ein Prototyp mit Propellerturbinenantrieb. Dieser wurde weiterentwickelt und so konnten die Flugtests 1972 abgeschlossen werden. Die Fertigungsvorbereitungen für den eigentlichen Prototyp begannen 1973. Im April erhielt der Prototyp die auch für die Serie vorgesehenen 974 PS leistenden Triebwerke Gluschenkow TWD-10. Die Serienproduktion wurde an PZL Mielec vergeben, wo im Sommer 1978 der zweite Prototyp fertiggestellt wurde.
Die Serienfertigung in Polen begann mit einem ersten Auftrag über 15 Maschinen. Bis zum 1. Januar 1991 waren 163 Maschinen bestellt.

## Konstruktion

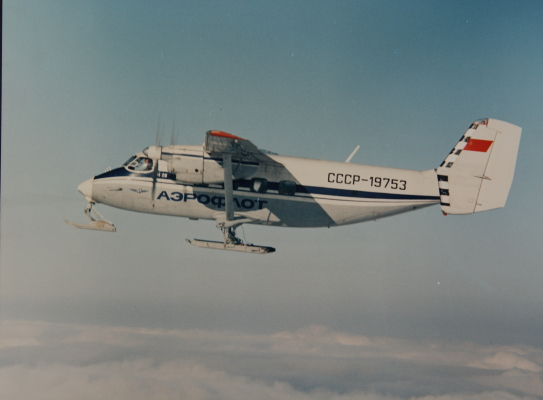
An-28 mit Skifahrwerk

Das als abgestrebter Schulterdecker ausgelegte Flugzeug wird von zwei Propellerturbinen angetrieben. Das Seitenleitwerk ist zweigeteilt und befindet sich am Ende des Höhenleitwerks. Das Bugradfahrwerk ist nicht einziehbar. Die Hauptfahrwerksräder befinden sich dabei an kleinen Stummelflügeln. Die Maschine ist komplett aus Metall hergestellt. Die Kabine hat keine Druckbelüftung.

## Versionen
Es gab im Jahr 1991 Versuche, das Pratt & Whitney PT6A65B zu verwenden. Die damit ausgerüstete Variante An-28 PT startete im Frühjahr 1993 zum Erstflug. Als PZL M-28 Skytruck werden die Maschinen in geringen Stückzahlen hergestellt.
Eine verlängerte Variante der An-28 ist als Antonow An-38 entwickelt worden.

## Zwischenfälle
Vom Erstflug 1969 bis Dezember 2024 kam es mit An-28/PZL M-28 zu 38 Totalschäden von Flugzeugen. Bei 16 davon kamen 116 Menschen ums Leben. Beispiel:
- Am 12. September 2012 wurde eine Antonow An-28 der Petropavlovsk-Kamchatsky Air (Luftfahrzeugkennzeichen RA-28715) beim Anflug auf Palana auf der Kamtschatka-Halbinsel gegen einen Berghang, 10 Kilometer vom Flugplatz entfernt, geflogen. Dabei kamen 10 Personen ums Leben, 4 Personen überlebten. Die Besatzung war offensichtlich über ihre Position im Unklaren gewesen, außerdem waren beide Piloten alkoholisiert (siehe auch Petropawlowsk-Kamtschatski-Air-Flug 251).[2][3]

## Technische Daten
| Kenngröße                                  | Daten                                                               |
| ------------------------------------------ | ------------------------------------------------------------------- |
| Besatzung                                  | 1–2                                                                 |
| Passagiere                                 | 18                                                                  |
| Länge                                      | 13,10 m                                                             |
| Spannweite                                 | 22,06 m                                                             |
| Höhe                                       | 4,90 m                                                              |
| Flügelfläche                               | 39,72 m²                                                            |
| Flügelstreckung                            | 12,25                                                               |
| Kabinenabmessungen (Breite × Höhe × Länge) | 1,74 × 1,60 × 5,26 m                                                |
| Nutzlast                                   | 2000 kg                                                             |
| Leermasse                                  | 3900 kg                                                             |
| max. Startmasse                            | 6500 kg                                                             |
| zulässiges Lastvielfaches                  | +3g                                                                 |
| Höchstgeschwindigkeit                      | 390 km/h                                                            |
| Reisegeschwindigkeit                       | 350 km/h in 3000 m Höhe                                             |
| Abhebegeschwindigkeit                      | 135 km/h                                                            |
| Anfängliche Steigrate                      | 500 m/min                                                           |
| Startrollstrecke                           | 260 m                                                               |
| Landerollstrecke                           | 170 m                                                               |
| Dienstgipfelhöhe                           | 6000 m                                                              |
| Reichweite                                 | 560 bis 1365 km                                                     |
| Antrieb                                    | zwei Turboproptriebwerke Gluschenkow TWD-10B mit je 974 PS (716 kW) |
| Propellerdurchmesser                       | 2,80 m                                                              |